# Sangue di zingara (film 1921)
Sangue di zingara (The Great Moment) è un film muto del 1921 diretto da Sam Wood.
Uscì negli USA il 4 settembre 1921.
Il primo film da protagonista di Gloria Swanson per la Paramount, da una storia di Elinor Glyn, la scrittrice inglese che spopolava con le sue eroine coinvolte sempre in intense vicende amorose. Un soggetto concepito appositamente per Gloria Swanson, intorno alla quale ruota tutta la storia del film.
Sam Wood, cui venne affidata la regia, era stato assistente per lunghi anni di Cecil B. DeMille, il regista fino a quel momento che aveva lavorato di più con Swanson.

## Trama
Sir Edward Pelham teme che la figlia Nadine segua le orme di sua madre, una zingara russa. La vorrebbe vedere sposata con il cugino, per farle mettere la testa a posto, ma la ragazza non ama quello che le si vorrebbe imporre come fidanzato. In viaggio con il padre incontra un ingegnere, Bayard Delavel, che le salva la vita dopo che lei era stata morsa da un serpente. Pelham, trovandoli da soli in un capanno, costringe l'ingegnere a sposare la figlia. Dopo il matrimonio riparatore Bayard, convinto che la moglie non lo ami e che lo abbia sposato solo poiché costretta dal padre, la lascia. Nadine ritrova a Washington il padre con cui si riconcilia e acconsente anche a sposare, dopo il divorzio da Bayard, un milionario. Una sera, durante la festa di fidanzamento, Nadine e l'ex marito si rincontrano riscoprendosi innamorati l'una dell'altro.

## Produzioni
Prodotto dalla Famous Players-Lasky Corporation, il film venne girato in esterni in California, a Burlingame.
Durante la lavorazione una vicenda portò grande pubblicità al film: l'autrice del romanzo, Elinor Glyn, si rifiutava di cambiare una scena che voleva l'interprete maschile succhiare il veleno dal morso di un serpente sul seno della protagonista femminile, interpretata da Gloria Swanson. La produzione riteneva che la scena fosse troppo osé e premeva sulla scrittrice affinché accettasse che la scena fosse modificata e che il morso avvenisse su una differente parte del corpo. La controversia montò così tanto da avere una grande eco mediatica: allora Glyn acconsentì che il morso avvenisse sulla spalla di Gloria Swanson, zona sempre erotica ma meno trasgressiva.

## Distribuzione
Il film fu distribuito dalla Famous Players-Lasky Corporation e dalla Paramount Pictures.

## Date di uscita
- USA	24 luglio 1921	 (New York City, New York)
- USA	4 settembre 1921
- Finlandia	30 settembre 1923

Alias
- A los hombres	  Spagna
- Caballero sin tacha	  Spagna
- Suuri hetki